# Мученики Агафоник, Зотик, Феопрепий, Акиндин, Севериан, Зинон
Мученики Агафоник, Зотик, Феопрепий (Боголеп), Акиндин, Севериан, Зинон и прочие (конец III века или начало IV века).
Комит Евтолмий отправился в местность Карпен, там он распял учеников христианина Зотика. Евтолмий вернулся в Никомидию, забрав с собой Зотика. В Никомидии жил Агафоник Никомидийский, проповедовавший христианство. Евтолмий схватил Агафоника, а также других христиан, в числе которых были Феопрепий, Акиндин, Севериан. Все они были подвергнуты мукам и умерщвлены.
День памяти мучеников — 4 сентября по григорианскому календарю (22 августа по юлианскому календарю).
Мощи мученика Агафоника в церкви в честь его имени в 1200 году в Константинополе видел русский паломник Антоний.